# Jeux panarabes de 2007
Navigation
Édition précédente Édition suivante
La onzième édition des Jeux panarabes a eu lieu en Égypte du 11 au 25 novembre 2007.
22 pays y ont pris part et 1700 athlètes et responsables ont été présents.
Outre le handisport où 56 épreuves ont été disputées, avec un classement distinct remporté par l'Égypte (27 médailles d'or), plusieurs sports et épreuves non-olympiques ont été introduits.
Il s'agit du bowling (7 épreuves), de la course de chameaux (12 épreuves), du karaté (17 épreuves), en plus de 7 épreuves non-olympiques en équitation et de 8 en tir à l'arc. En revanche, les médailles aux Échecs (54 au total) n'ont pas été comptabilisés dans le total des médailles.
L'Égypte, pays organisateur, a largement dominé ces Jeux avec 85 médailles d'or de plus que la Tunisie, deuxième.

## Épreuves
| - Athlétisme (résultats) - Athlétisme handisport - Aviron - Basket-ball - Badminton - Bowling - Boxe (résultats) - Course de chameaux - Cyclisme sur route - Échecs - Équitation | - Escrime - Football - Golf - Gymnastique artistique - Haltérophilie - Handball - Judo - Karaté - Lutte - Natation - Pentathlon moderne | - Squash - Taekwondo - Tennis - Tennis de table - Tennis de table handisport - Tir à l'arc - Tir sportif - Voile - Volley-ball - Volley-ball (handisport) - Water-polo |

## Médailles par pays
| Rang                | Nation              | Or  | Argent | Bronze | Total |
| ------------------- | ------------------- | --- | ------ | ------ | ----- |
| 1                   | Égypte              | 148 | 100    | 89     | 337   |
| 2                   | Tunisie             | 63  | 33     | 49     | 145   |
| 3                   | Algérie             | 30  | 43     | 51     | 124   |
| 4                   | Maroc               | 21  | 32     | 36     | 89    |
| 5                   | Syrie               | 15  | 23     | 45     | 83    |
| 6                   | Qatar               | 14  | 13     | 13     | 40    |
| 7                   | Arabie saoudite     | 8   | 19     | 18     | 45    |
| 8                   | Koweït              | 8   | 10     | 21     | 39    |
| 9                   | Soudan              | 8   | 9      | 8      | 25    |
| 10                  | Jordanie            | 6   | 14     | 29     | 49    |
| 11                  | Libye               | 6   | 10     | 14     | 30    |
| 12                  | Émirats arabes unis | 6   | 9      | 8      | 23    |
| 13                  | Bahreïn             | 6   | 5      | 10     | 21    |
| 14                  | Liban               | 6   | 5      | 9      | 20    |
| 15                  | Oman                | 5   | 1      | 2      | 8     |
| 16                  | Irak                | 4   | 23     | 33     | 60    |
| 17                  | Yémen               | 1   | 4      | 7      | 12    |
| 18                  | Palestine           | 0   | 0      | 3      | 3     |
| 19                  | Comores             | 0   | 0      | 0      | 0     |
| 19                  | Djibouti            | 0   | 0      | 0      | 0     |
| 19                  | Mauritanie          | 0   | 0      | 0      | 0     |
| 19                  | Somalie             | 0   | 0      | 0      | 0     |
| Totaux (22 nations) | Totaux (22 nations) | 355 | 353    | 445    | 1153  |